# 멜크

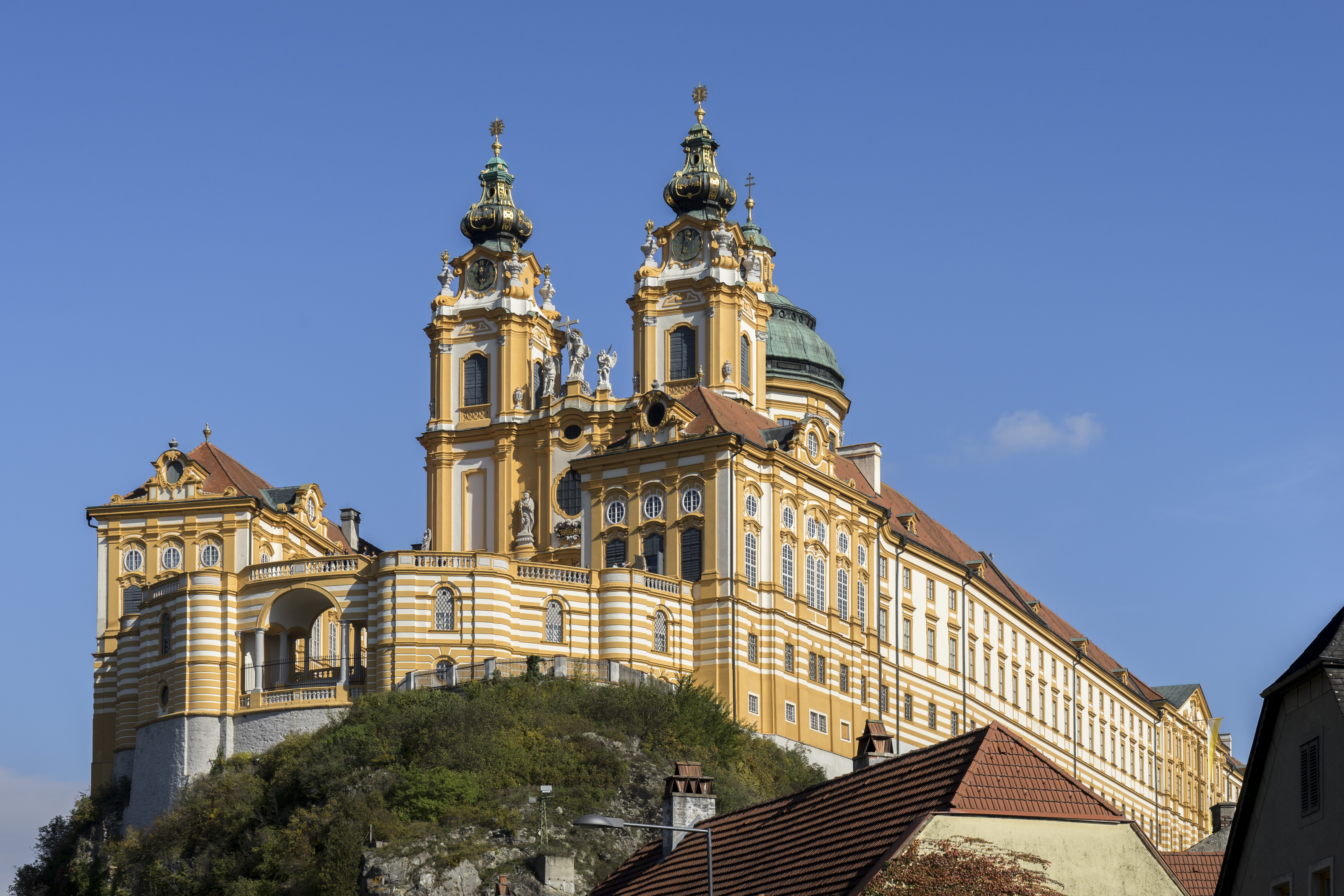
멜크

멜크(독일어: Melk)는 오스트리아 니더외스터라이히주에 위치한 도시로, 면적은 25.71km2, 높이는 213m, 인구는 5,257명(2012년 기준), 인구 밀도는 200명/km2이며 도나우강의 바하우 계곡과 합류하는 지점에 위치한다. 주요 관광 명소로 멜크 수도원 학교가 있으며 움베르토 에코의 추리소설 《장미의 이름》의 배경이 된 곳이기도 하다.

시 문장